# Minuartia laricifolia
Minuartia laricifolia là loài thực vật có hoa thuộc họ Cẩm chướng. Loài này được (L.) Schinz & Thell. mô tả khoa học đầu tiên năm 1907.